# سینمای لتونی

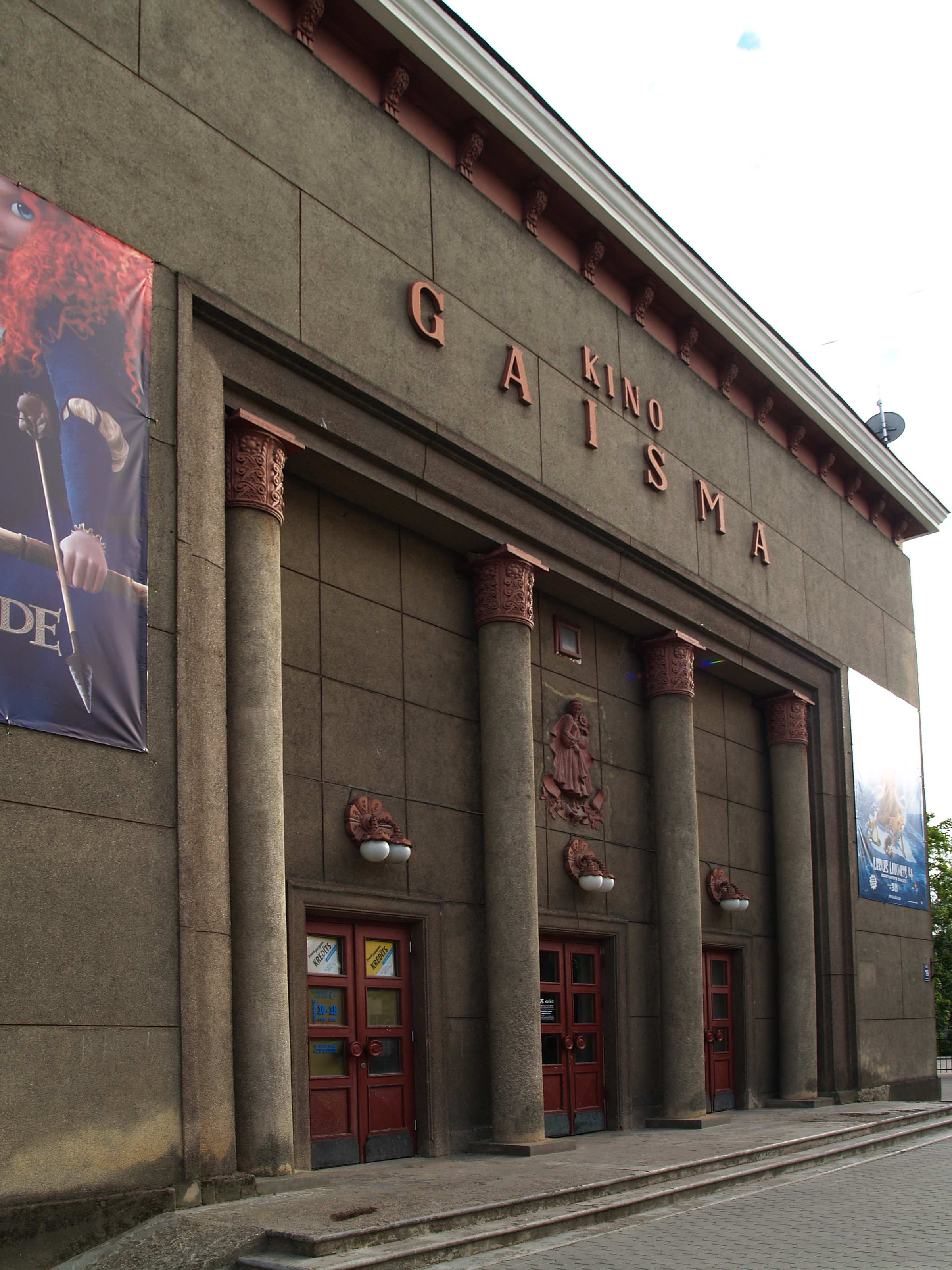
سینما گایزما در والمیرا

سینمای لتونی به صنعت سینما، بدنه سینمایی و تاریخ سینمای این سرزمین اشاره دارد. لتونی پیش‌تر با نام جمهوری سوسیالیستی لتونی، یکی از جمهوری‌های اتحاد جماهیر شوروی بود و در ۲۱ اوت ۱۹۹۱ از شوروی اعلام استقلال کرد. از این منظر تاریخ سینمای این کشور دوران قبل از استقلال و پس از آن را مد نظر دارد.

## پیشینه
اتفاق مهم در سینمای لتونی مربوط به تولد سرگئی آیزنشتاین در ۲۲ ژانویه ۱۸۹۸ در ریگا، دو سال پس از اختراع سینما توسط برادران لومیر است. ظهور سینما در در لتونی به ۲۸ مه ۱۹۸۶ و اولین نمایش فیلم در ریگا برمی‌گردد. در ۱۹۱۰ اولین فیلم کوتاه بومی در این سرزمین ساخته شد. با استقبال مخاطبان به فیلم و سینما، تا سال ۱۹۱۴ همه شهرهای بزرگ لتونی دارای سینماهایی بودند که درآن فیلم مستند کوتاه، فیلم خبری و فیلم‌های کوتاه اکثراً خارجی به نمایش درمی‌آمدند.
فیلم خرس‌ها (۱۹۳۰) ساخته الکساندر روستاگیس و فیلم پسر ماهی‌گیر (۱۹۳۹) ساخته ویلیس جونیس لاپنیکس، ۲ فیلمی بودند که در دهه ۳۰ و قبل از شروع جنگ جهانی دوم به عنوان اولین فیلم‌های بلند در این سرزمین ساخته شدند.

## سینمای ۱۹۴۵ تا ۱۹۹۱
پایان جنگ جهانی دوم با اشغال لتونی توسط ارتس سرخ شوروی همراه بود. استودیوی فیلم ریگا در اولین سال اشغال شوروی در لتونی ایجاد شد. در طول دهه‌های اول حکومت شوروی، فیلم‌سازان در لتونی بیشتر از روسیه شوروی می‌آمدند و فیلم‌های تبلیغاتی برای به تصویر کشیدن پیروزی سوسیالیسم تولید می‌کردند.
پس از مرگ استالین در سال ۱۹۵۳، دوره آزادتری در سیاست‌های فرهنگی اتحاد جماهیر شوروی دنبال شد. با این همه سرمایه‌ای که کمیته دولتی فیلمبرداری برای تولید فیلم در اختیار فیلم سازان قرار می‌داد همگی تحت نظارت و سانسور حزب کمونیست شوروی قرار داشتند. در همین ایام استودیو ریگا به یک مجتمع فیلم‌سازی بسیار بزرگ تبدیل شد.
عمده فیلم‌های تولید شده در دهه ۵۰ و ۶۰ دقیقاً همان چیزی را تولید می‌کردند که مورد نظر حزب کمونیست شوروی بود. داستان تفنگدار لتونی (۱۹۵۷) ساخته پاول آرماندس و توباگو مسیر خود را تغییر می‌دهد (۱۹۶۵) ساخته الکساندر لیمانیس از مهمترین این گونه فیلم‌های سفارشی بودند.
در دهه ۱۹۷۰ تولید چند فیلم در ژانر ماجرایی و تاریخی با استقبال تماشاگران روبرو شد. الکساندرهای لیمانیس و گونارس پیسیس محبوب‌ترین کارگردانان لتونی در آن زمان بودند. یکی از محبوب‌ترین فیلم‌های دهه ۸۰، یک لیموزین به رنگ شب تابستان (۱۹۸۱) ساخته جانیس استرایکس است که به نوعی هجو سبک زندگی در شوروی بود.
در دهه ۸۰ دوباره موج مستندسازی در سینمای لتونی ایجاد شد و سینماگرانی نظیر یوریس پودنیکس با فیلم گهواره (۱۹۷۹) به اولین جایزه خارج از خاک اتحاد جماهیر شوروی دست یافتند گهواره در جشنواره فیلم مستند لایپزیک برنده جایزه بهترین فیلم شد. هم چنین او در سال ۱۹۸۷ با کارگردانی فیلم جوان بودن آسان است؟ اولین تولید مشترک لتونی با روسیه را رقم زد و این فیلم مستند در جشنواره فیلم کن ۱۹۸۷ برنده جایزه فیپرشی شد.
ایوارس فریمانیس، رولندز کالنیچ، ادوارد پاولز، لیلیتا بورزینا، گونارس کیلینیسکیس و کرلیس سبریس از موفق‌ترین اعضای بدنه سینمای لتونی در این دوران به جساب می‌آیند.

## سینمای پس از استقلال
پس از استقلال لتونی، جانیس استرایکس با فیلم فرزند آدم (۱۹۹۱) در جشنواره بین‌المللی فیلم کودک شیکاگو برنده جایزه دومین فیلم این جشنواره شد. این جایزه اولین دستاورد در سینمای لتونی پس از استقلال شناخته می‌شود. فرزند آدم به عنوان نماینده سینمای لتونی به شصت و پنجمین دوره جوایز اسکار دربخش بهترین فیلم بین‌المللی ارائه شد که موفقیتی به همراه نداشت.
واریس براسلا، ویستور کایریس و لایلا پاکالنیشا از شناخته شده‌ترین سینماگران یک دهه اخیر بدنه سینمایی لتونی هستند.

## جایزه سینمایی
لیالایس کریستاپس (لتونی: Lielais Kristaps) به معنی کریستوفر بزرگ، بالاترین جایزه سینمایی در کشور لتونی است که در جشنواره ملی فیلم لتونی اعطا می‌شود.
این جایزه مربوط به بدنه سینمای لتونی، از سال ۱۹۷۷ بنیان‌گذاری شده‌است. با این همه پس از استقلال لتونی از اتحاد جماهیر شوروی در سال ۱۹۹۱، برگزاری سالیانه آن با مخاطرات و مشکلاتی مواجه گردید؛ و گاهی برای دوره‌های متوالی از ۱۹۹۴ تا ۲۰۱۳ این مراسم برگزار نمی‌شد. از سال ۲۰۱۴ دوباره به‌طور منظم و سالیانه مراسم اعطای لیالایس کریستاپس انجام می‌شود.

## آمار و ارقام
تعداد سالن‌های فعال سینما در لتونی ۶۳ عدد است. تولید سرانه فیلم بلند ۴، فیلم مستند ۱ و فیلم انیمیشن نیز ۱ عدد می‌باشد. جمعیت سینماروی این کشور نیز سالیانه حدود یک میلیون و نهصد هزار نفر برآورد شده‌است.